# Piptocarpha asterotrichia
Piptocarpha asterotrichia là một loài thực vật có hoa trong họ Cúc. Loài này được (Poepp.) Baker miêu tả khoa học đầu tiên năm 1873.